# سوندرا لوک
سوندرا لوک (به انگلیسی: Sondra Locke؛ زادهٔ ۲۸ مهٔ ۱۹۴۴ –  درگذشتهٔ ۳ نوامبر ۲۰۱۸) خواننده، کارگردان و بازیگر اهل ایالات متحده آمریکا بود. وی بین سال‌های ۱۹۶۸ تا ۱۹۹۹ میلادی فعالیت می‌کرد.

## بخشی از فیلمشناسی
از جمله فیلم‌ها یا برنامه‌های تلویزیونی‌ای که سوندرا لوک در آن‌ها نقش داشته‌است، می‌توان به آثار زیر اشاره کرد:
| سال       | نام                   | کارگردان           |
| ۱۹۶۸      | قلب یک شکارچی تنهاست  | رابرت الیس میلر    |
| ۱۹۷۳–۱۹۷۰ | نایت گالری            | راد سرلینگ         |
| ۱۹۷۶–۱۹۷۱ | کنن                   | ادوارد هیوم        |
| ۱۹۷۶      | جوسی ولز یاغی         | کلینت ایستوود      |
| ۱۹۷۷      | دستکش آهنی            | کلینت ایستوود      |
| ۱۹۷۸      | از هر راهی ولی شل     | جیمز فارگو         |
| ۱۹۸۸–۱۹۷۹ | داستان‌های باورنکردنی  | کارگردان های مختلف |
| ۱۹۸۰      | برانکو بیلی           | کلینت ایستوود      |
| ۱۹۸۰      | از هر راهی که می‌توانی | بادی وان هورن      |
| ۱۹۸۳      | ضربهٔ ناگهانی          | کلینت ایستوود      |
| ۱۹۸۵      | داستان‌های شگفت‌انگیز   | استیون اسپیلبرگ    |
| --------- | --------------------- | ------------------ |